# Joey Porter Jr.
Joey Eugene Porter Jr. (geboren am 26. Juli 2000 in Bakersfield, Kalifornien) ist ein US-amerikanischer American-Football-Spieler auf der Position des Cornerbacks. Er spielte College Football für die Penn State Nittany Lions und wurde im NFL Draft 2023 von den Pittsburgh Steelers ausgewählt.

## Karriere
Porter besuchte die Cardinal Wuerl North Catholic High School sowie die  North Allegheny Senior High School, jeweils in Vororten von Pittsburgh, Pennsylvania. Ab 2019 ging er auf die Pennsylvania State University, um College Football für die Penn State Nittany Lions zu spielen. Nach einem Redshirtjahr mit Einsätzen in vier Partien war Porter bereits bei allen acht Einsätzen in der Saison 2020 Starter. Auch in den folgenden beiden Jahren war er in allen dreizehn bzw. zehn Partien, in denen er auf dem Feld stand, Starter. In der Saison 2022 verpasste er zwei Spiele wegen einer Appendizitis. In dieser Spielzeit konnte Porter vor allem beim Eröffnungsspiel gegen die Purdue Boilermakers mit sechs verteidigten Pässen glänzen, insgesamt gelangen ihm eine Quote von 42,3 % erfolgreichen Pässen, wenn er der nächste Verteidiger war, sowie elf abgewehrte Pässe und er wurde in das All-Star-Team der Big Ten Conference gewählt. Porter gelangen in seiner College-Karriere eine Interception, zwanzig verhinderte Pässe sowie ein eroberter und ein erzwungener Fumble.
Ende November 2022 gab Porter seine Anmeldung für den NFL Draft 2023 sowie den Verzicht auf das Bowl Game zum Saisonabschluss bekannt.

## NFL
Im NFL Draft 2023 wurde Porter in der zweiten Runde an 32. Stelle von den Pittsburgh Steelers ausgewählt. Nach sechs Spielen als Ergänzungsspieler war Porter ab Woche 8 Starter und behielt seine Position in der Stammformation von da an. Er setzte 42 Tackles, wehrte zehn Pässe ab und fing eine Interception. Porter war Finalist bei der Wahl zum NFL Defensive Rookie of the Year.

## NFL-Statistiken
| Saison                             | Saison | Spiele | Spiele      | Tackles | Tackles | Tackles | Tackles | Interceptions | Interceptions | Interceptions | Interceptions | Interceptions | Fumbles | Fumbles | Fumbles |
| Jahr                               | Team   | Spiele | als Starter | Gesamt  | Solo    | Ast     | Sacks   | PD            | INT           | Yds           | Lng           | TD            | FF      | FR      | TD      |
| ---------------------------------- | ------ | ------ | ----------- | ------- | ------- | ------- | ------- | ------------- | ------------- | ------------- | ------------- | ------------- | ------- | ------- | ------- |
| 2023                               | PIT    | 17     | 11          | 43      | 32      | 11      | 0,0     | 10            | 1             | 0             | 0             | 0             | 0       | 0       | 0       |
| 2024                               | PIT    | 16     | 16          | 70      | 53      | 17      | 0,0     | 7             | 1             | 16            | 16            | 0             | 0       | 0       | 0       |
| Gesamt                             | Gesamt | 33     | 27          | 113     | 85      | 28      | 0,0     | 17            | 2             | 16            | 16            | 0             | 0       | 0       | 0       |
| Quelle: pro-football-reference.com |        |        |             |         |         |         |         |               |               |               |               |               |         |         |         |

## Persönliches
Porters Vater Joey Porter Sr. spielte von 1999 bis 2011 für die Pittsburgh Steelers, die Miami Dolphins und die Arizona Cardinals als Linebacker in der NFL. Er wurde viermal in den Pro Bowl gewählt und gewann mit den Steelers den Super Bowl XL.